# Caló des Borgit
Die Caló des Borgit ist eine Bucht im Osten der Baleareninsel Mallorca. Die Caló des Borgit gehört zum Gebiet der Gemeinde Santanyí.

## Lage und Beschreibung
Die Caló des Borgit befindet sich westlich von dem Portopetro etwa 1,5 km entfernt. Sie gehört bereits zum Parc natural de Mondragó.
Die Bucht hat eine Breite von etwa 20 Metern und eine Länge von etwa 50 Metern.